# Hogna baltimoriana
Hogna baltimoriana là một loài nhện trong họ Lycosidae.
Loài này thuộc chi Hogna. Hogna baltimoriana được Eugen von Keyserling miêu tả năm 1877.